# Breiter Griesskogel
Le Breiter Grießkogel est une montagne qui s’élève à 3 287 m d’altitude dans les Alpes de Stubai, en Autriche.